# Karol Świerczewski
Karol Wacław Świerczewski (pronunțat [ˈkarɔl ɕfjɛrˈt͡ʂɛfskʲi]; indicativ Walter; n. 22 februarie 1897, Varșovia, Imperiul Rus – d. 28 martie 1947, Jabłonki⁠(d), Gmina Baligród⁠(d), voievodatul Subcarpatia, Polonia) a fost un general al Armatei Roșii și om de stat polonez și sovietic. A fost membru al partidului bolșevic în timpul războiului civil rus și ofițer sovietic în războaiele purtate în străinătate de Uniunea Sovietică, inclusiv cel împotriva republicilor poloneze, ucrainene și din Spania republicană. În 1939 a participat din nou la invazia sovietică a Poloniei. La sfârșitul celui de-al doilea război mondial în Europa, a fost instalat ca unul dintre liderii guvernului provizoriu polonez de unitate națională, sprijinit de sovietici. Ceva mai târziu, în 1947, Świerczewski a murit într-o ambuscadă pe un drum de țară, fiind împușcat de militanți ai Armatei Insurecționale Ucrainiene, probabil cu ajutorul NKVD. El a fost o icoană a propagandei comuniste în următoarele câteva decenii, când s-au ascuns detaliile negative ale vieții sale.

## Viață
Născut la Varșovia, în Polonia Congresului, Karol Świerczewski a crescut într-o familie săracă din clasa muncitoare și a început să lucreze la vârsta de 12 ani într-o fabrică locală din Varșovia. În timpul primului război mondial, la vârsta de 18 ani a fost evacuat în 1915 la Moscova de către Armata Imperială Rusă. Potrivit biografiei sale oficiale din Republica Populară Poloneză, a fost membru al Democrației Sociale a Regatului Poloniei și a Lituaniei (poloneză: Socjaldemokracja Królestwa Polskiego i Litwy, SDKPiL). 
În 1918 s-a alăturat partidului bolșevic și a luptat în Războiul Civil Rus ca soldat al Armatei Roșii. În 1919, în timpul războiului polono-sovietic, a luptat de partea sovietică împotriva celei de-a a Doua Republici Poloneze și a fost rănit. A rămas în Rusia și în 1928 cu ocazia aniversării a 10 ani de la înființarea Armatei Roșii i s-a acordat Ordinul Steagul Roșu (nr. 146), primul său premiu militar. Din 1921, Świerczewski a predat la Școala Sovietică pentru comisarii roșii. În 1927 a absolvit Academia Militară Frunze din Moscova și a lucrat în Statul Major al Armatei Roșii.

### Războiul Civil Spaniol
În 1936, sub numele indicativul generalul Walter, a fost trimis în Spania în timpul Războiului Civil Spaniol, unde a condus inițial Brigada Internațională a XIV-a în bătălia de la Lopera și mai târziu divizia a 35-a internațională în ofensiva de la Segovia și în bătăliile de la Brunete, Belchite, Teruel,  Ofensiva Aragon și Bătălia de la Ebro. În aprilie 1938, liderii comuniști spanioli au dorit înlocuirea multor comandanți ai Brigăzii Internaționale din cauza performanței slabe și, cu toate că André Marty nu a fost de acord, a trebuit să facă compromisuri și generalul Walter și Vladimir Ćopić au fost înlocuiți.

### General în Armata Roșie
După izbucnirea celui de-al Doilea Război Mondial și invazia sovietică a Poloniei, Świerczewski a servit ca general în armata sovietică. Comandanții săi ruși, văzând aparenta incompetență a lui Świerczewski și înrăutățirea alcoolismului, l-au mutat într-un comandament de rezervă departe de primele linii - decizia a fost luată de însuși generalul Gheorghi Jukov. Faptul că Świerczewski a dat majoritatea ordinelor sale sub influența alcoolului a avut consecințe tragice pentru soldații săi, după cum este descris în cartea generalului Zygmunt Berling, Wspomnienia (Amintiri).

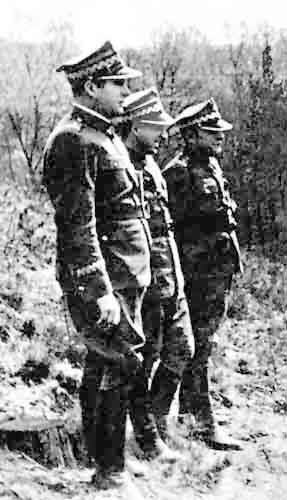
Michał Rola-Żymierski, Marian Spychalski și Karol Świerczewski (de la stânga la dreapta)

În 1943 a devenit unul dintre generalii însărcinați cu crearea Forțelor Armate Poloneze controlate de sovietici în est, Prima Armată Poloneză. Alcoolismul și neglijarea față de viața și sănătatea soldaților săi au stârnit conflictul cu Zygmunt Berling și a fost îndepărtat de la comandă de mai multe ori. Ordinele sale date sub influența alcoolului au atras critici și din partea altor generali polonezi, inclusiv a generalului Aleksander Waszkiewicz.
În 1944 a devenit unul dintre liderii Partidului Muncitoresc Polonez și al guvernului Republicii Populare Polone. În iarna lui 1944 și în primăvara anului 1945 a condus armata a doua poloneză în timpul luptelor pentru vestul Poloniei și în bătălia de la Berlin. Conducerea sa în bătălia de la Bautzen (Budziszyn) a fost aspru criticată de istoricii moderni și este considerat responsabil pentru pierderile foarte grele ale Armatei a II-a în acel conflict. În timp ce se afla la comandă, este posibil să fi fost beat și ar fi fost temporar eliberat de la comandă.   Cu toate acestea, datorită sprijinului important al aparatului politic sovietic (Direcția principală de informații sau NKVD), nu numai că și-a păstrat comanda, dar și greșelile sale au fost ascunse, iar după război a fost glorificat ca un erou.
În februarie 1946, Świerczewski a fost numit ministru adjunct al apărării din Polonia. A fost implicat în persecuția mișcării clandestine anticomuniste din Polonia și a semnat multe condamnări la moarte, în timp ce a impus regimul comunist.

## Moarte controversată

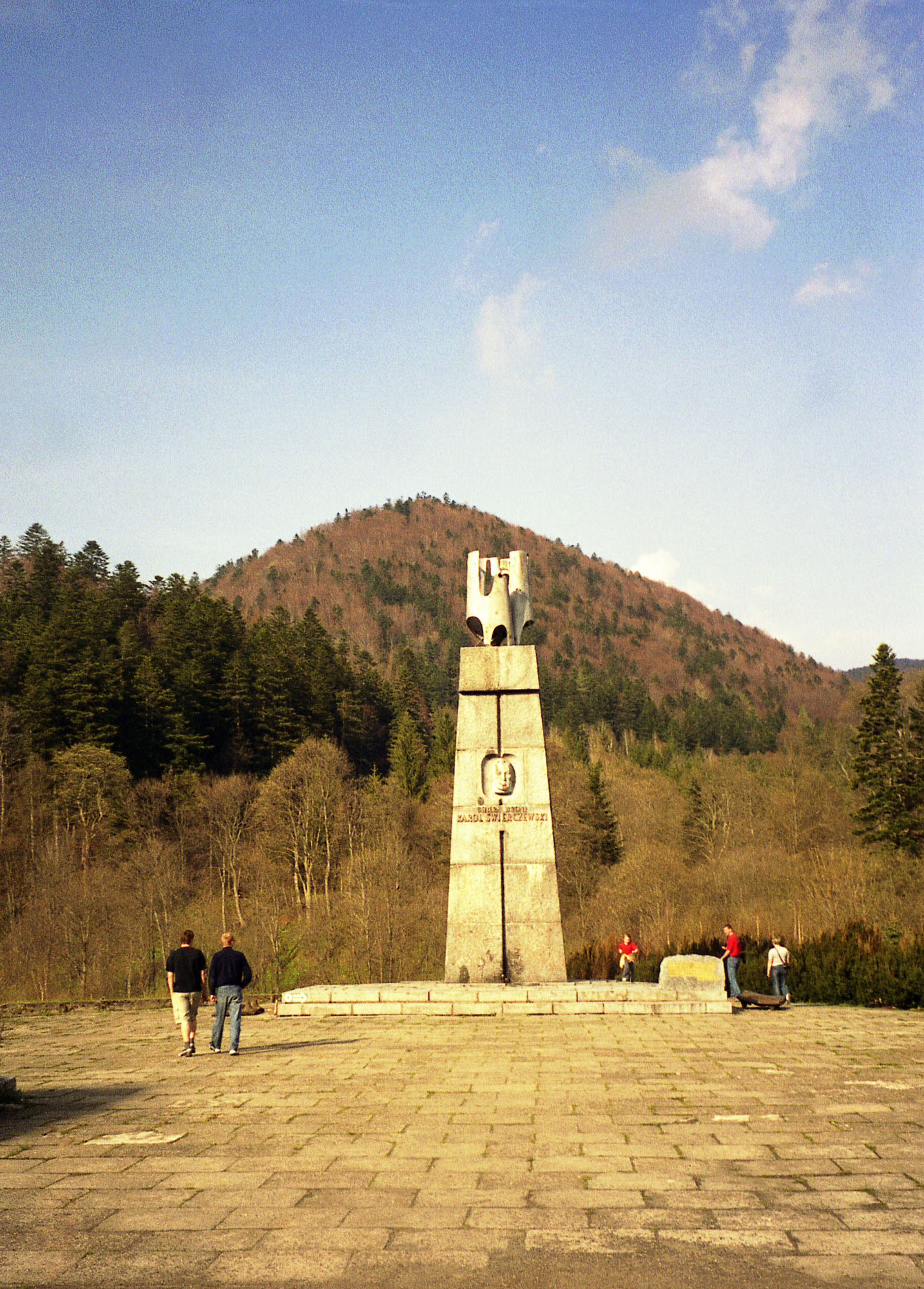
Monumentul lui Świerczewski lângă locul său de moarte, în munții Bieszczady. Între timp, a fost demolat.

Świerczewski a fost grav rănit într-o luptă lângă Baligród în martie 1947 în timp ce conducea o mașină fără escortă pentru inspecția trupelor poloneze care luptau împotriva insurgenților ucraineni. El a fost pândit de o unitate a armatei insurgenților ucraineni și a murit din cauza rănilor sale în câteva ore. Au existat mai multe teorii ale conspirației care susțineau că ambuscada a fost aranjată de serviciile de informații sovietice din cauza nesupunerii sale. Potrivit unei teorii, informațiile despre sosirea generalului în zonă au fost transmise ucrainenilor de către NKVD, iar escorta sa a fost împiedicată să-l urmeze din cauza unor probleme mecanice cu ambele camioane care transportau soldații escortei. Majoritatea celorlalte ipoteze sugerează, de asemenea, ordine sovietice sau chiar directe de la Stalin. Generalul, polonez de etnie, dar în esență ofițer sovietic, cu antecedente militare din războiul civil spaniol și cu un lung istoric de războaie purtate pentru Armata Roșie, a fost plasat anterior mai jos în structura de comandă decât ofițerii polonezi de dinainte de război, Berling și Rola-Żymierski.
Câțiva ani de la terminarea celui de-al doilea război mondial, insurgența naționalistă ucraineană, condusă în principal de Armata Insurecțională Ucraineană, a continuat să lupte în sud-estul Poloniei. Acest război, susținut în mare măsură de partea ucraineană locală a populației, a continuat până în 1949, iar lupte sporadice au avut loc până târziu în 1956. Moartea lui Świerczewski a fost folosită ca o cauză directă pentru expulzarea forțată a populației civile ucrainene în operațiunea Vistula din teritoriile din partea de sud-est a Poloniei postbelice până la teritoriile recuperate (Ziemie Odzyskane, zone din vestul Poloniei, care înainte de război au făcut parte din Germania). În Polonia socialistă s-au creat multe legende despre Karol Świerczewski („Generalul celor trei armate”), dar detaliile vieții sale și mai ales serviciul său în Armata Roșie în timpul războiului polon-sovietic, precum și detaliile implicării sale în războiul civil spaniol nu au fost niciodată menționate.

## Premii
- R. P. Polonă:
  - Ordinul Constructorilor Poloniei Populare (postum)
  - Virtuti Militari (Marea Cruce) (postum)
  - Virtuti Militari (Commander)
  - Ordinul Crucea Grunwald (clasa I)
  - Crucea de Merit de aur
  - Medalia victoriei și libertății 1945
  -  Crucea Răscoalei din Silezia
  -  Medalia „Pentru Oder, Neisse și Marea Baltică”
  - Medalia „Pentru Varșovia 1939-1945”
  -  Medalia „Pentru libertatea ta și a noastră” (postum)

- Uniunea Sovietică:
  -  Ordinul Lenin (1937, 1945)
  -  Ordinul Steagul Roșu, de trei ori (1928, 1938, 1944)
  -  Ordinul Suvorov, clasa I (1945)
  -  Medalia „Pentru eliberarea Varșoviei” (1945)
  -  Medalia „Pentru cucerirea Berlinului” (1945)
  -  Medalia „Pentru victoria asupra Germaniei în Marele Război Patriotic 1941–1945” (1945)
  - Medalia jubiliară „XX ai armatei roșii a muncitorilor și țăranilor” (1938)

- Alte țări :
  -  Ordinul Leului Alb, clasa a II-a (Cehoslovacia)
  - Medalia de argint a Ordinului militar cehoslovac pentru libertate (Cehoslovacia)
  - Placa Laureada de Madrid (Republica Spaniolă)
  - Ordinul Eliberării Spaniei (Republica Spaniolă)
  -  Ordinul vitejiei (Iugoslavia )
  - Ordinul Stelei Partizane, clasa I (Iugoslavia)

## Moștenire

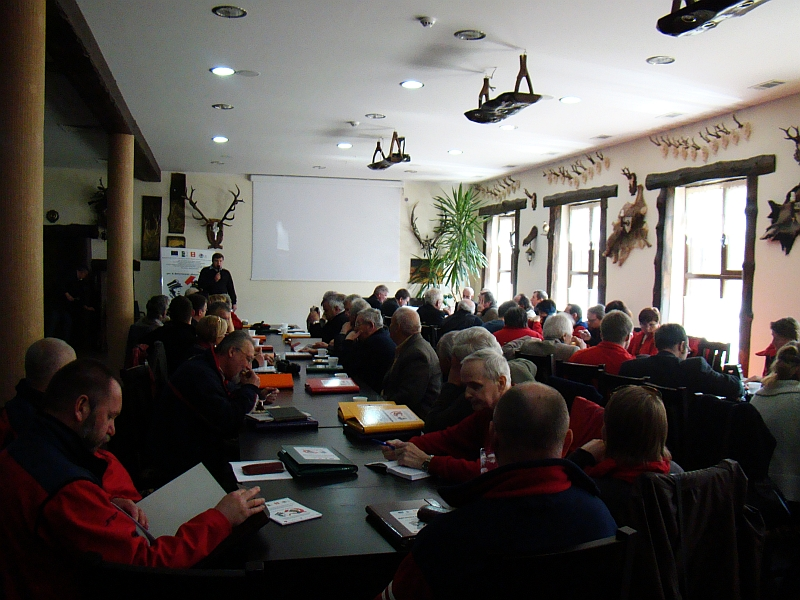
Conferință științifică populară despre Karol Wacław Świerczewski la Stężnica în Gmina Baligród

În Republica Populară Polonă, propaganda comunistă poloneză l-a transformat într-un erou și multe aspecte controversate ale vieții sale, precum abuzul de alcool și incompetența sa în timpul bătăliei de la Bautzen, precum și crimele staliniste de după război au fost ascunse. În 1953, a fost lansat un film polonez în două părți care descrie viața lui Świerczewski, Żołnierz zwycięstwa (Un soldat al victoriei). Józef Wyszomirski l-a portretizat pe general.
În anii 1975–1996, imaginea lui Karol Świerczewski s-a aflat pe populara bancnotă de 50 złoti, inițial fiind echivalentul a două sticle de vodcă ieftină. După 1989, odată cu sfârșitul Pactului de la Varșovia și venirea la putere a Solidarității, multe dintre monumentele sale au fost eliminate și străzile au fost redenumite datorită rolului său în introducerea regimului comunist în Polonia.
La 21 mai 2003, organizația poloneză de foști veterani și luptători pentru independență a depus cereri la Institutul Memoriei Naționale (IPN) pentru a investiga „crimele împotriva națiunii poloneze” comise de Karol Świerczewski. Într-o scrisoare, aceștia își amintesc că el a fost „unul dintre oamenii care au lucrat în mod conștient în favoarea  aservirii națiunii poloneze, prin intermediul regimului comunist impus, care a fost [un] vasal față de Moscova”. Printre crimele care nu fac obiectul expirării și care ar trebui investigate de IPN se numără 29 de condamnări la moarte asupra soldaților și ofițerilor polonezi, care au fost semnate de Świerczewski în timp ce se afla la comanda armatei a 2-a poloneze controlate de sovietici.

## Fotografie
Deși, în general, nu a dorit să fie fotografiat, generalul Walter era un fotograf amator entuziasmat. Fiica sa a donat 333 dintre fotografiile sale către Asociación de Amigos de las Brigadas Internacionales din Albacete, Spania, ca parte permanentă a arhivei lor.